# Y-12 National Security Complex

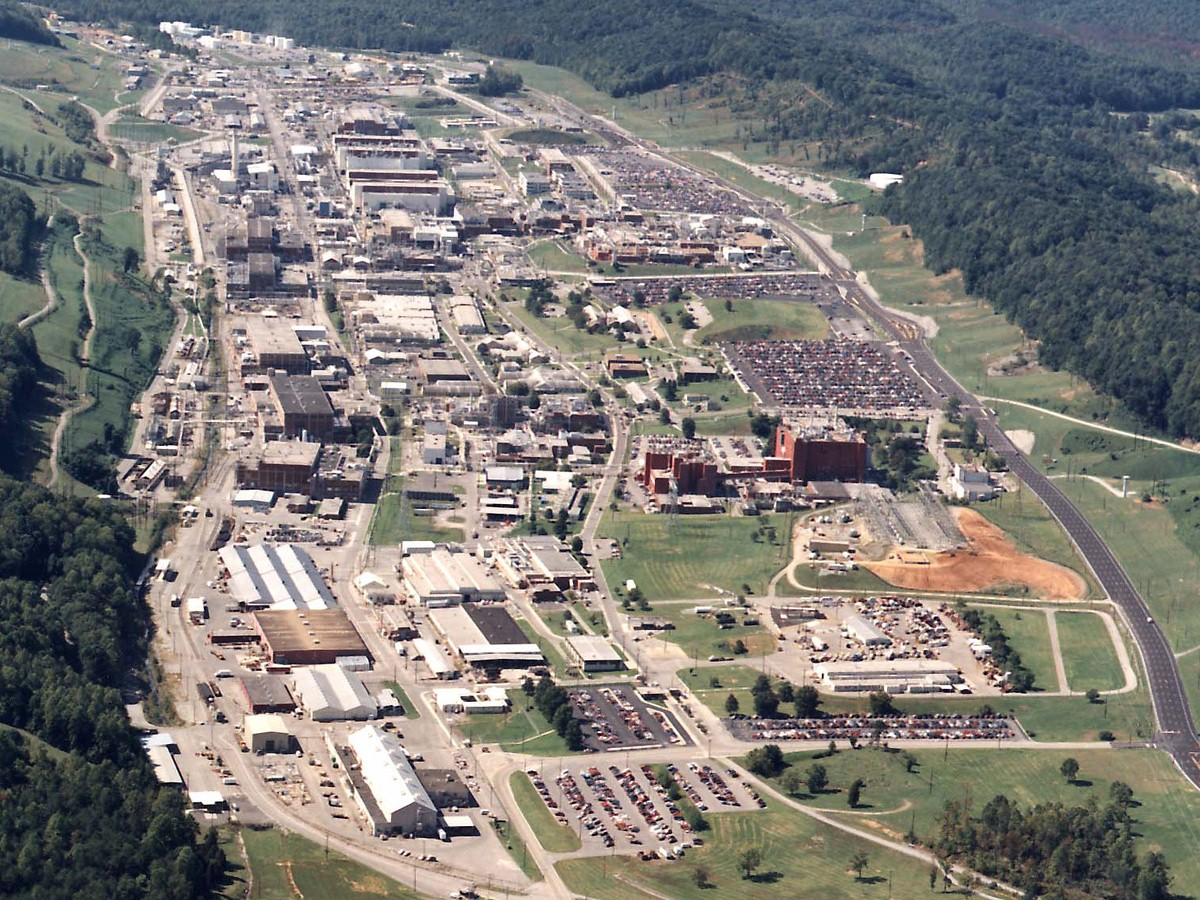
Anlage Y-12, vor 2007

Der Y-12 National Security Complex ist eine kerntechnische Anlage der US-amerikanischen National Nuclear Security Administration bei Oak Ridge, Tennessee.
Y-12 wurde 1943 eröffnet und diente in den ersten Jahren der Uran-Anreicherung im Rahmen des Manhattan-Projekts.
Am 28. Juli 2012 durchtrennten die 83-jährige Nonne Megan Rice und zwei Begleiter Zäune der Anlage, um für Frieden zu demonstrieren. Die Aktion machte offensichtlich, wie unzureichend die Anlage bewacht war.
Im Zuge der Untersuchung des iranischen Atomforschungsprogramms haben US-Techniker im Y-12-Komplex die Anreicherungssysteme der Islamischen Republik Iran nachgebaut. Dazu wurden sowohl Zentrifugen verwendet, die Libyen bei der Aufgabe seiner atomaren Pläne an die internationale Gemeinschaft ausgeliefert hatte, als auch speziell zu diesem Zweck nach iranischen Plänen nachgebaute. Dank der Kopie in Tennessee konnten amerikanische Unterhändler bei den Verhandlungen in der Schweiz immer wieder konkrete Schätzungen über Fortschritte Irans als auch über Optionen zum Umbau der iranischen Anlagen in zivile Forschungseinrichtungen abgeben.